# 阿勒坦布拉格县 (色楞格省)
阿勒坦布拉格（“金泉”之意），又译阿尔丹布拉克，是今天蒙古国色楞格省北部蒙俄边境的一个苏木。北面毗邻俄罗斯布里亚特共和国恰克图，南距乌兰巴托上百公里。
阿勒坦布拉格在清朝時期的名字是买卖城（Наймаа хот），又稱南恰克图（Өвөр Хиагт），歷史上曾是恰克圖商路上的重要據點。現位於阿勒坦布拉格自由貿易區（Алтанбулаг худалдааны чөлөөт бүс）內，是蒙古國和俄羅斯邊境貿易的重要城鎮。

## 历史

买卖城街景

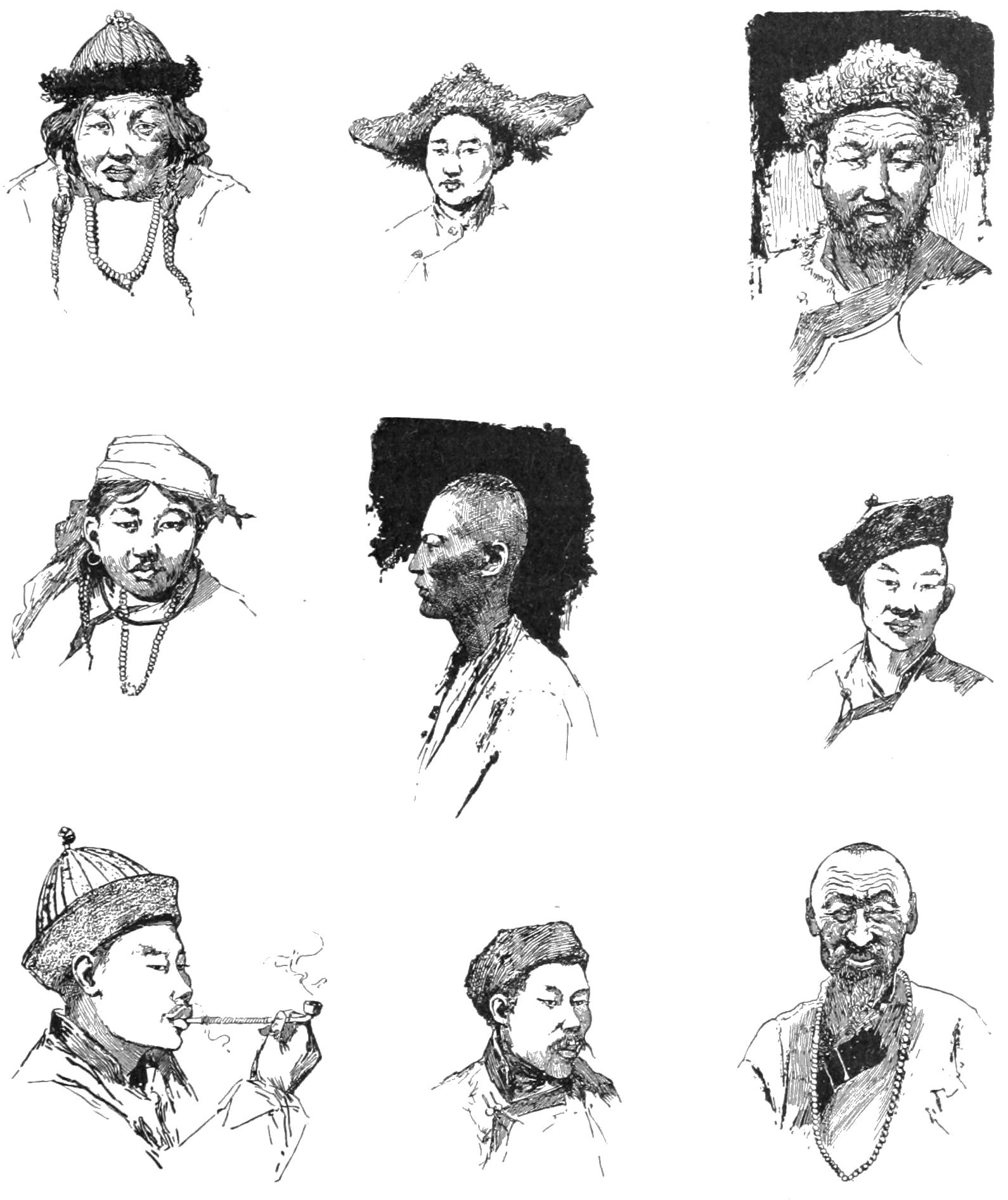
买卖城蒙古，汉，俄国布里亚特人的画像

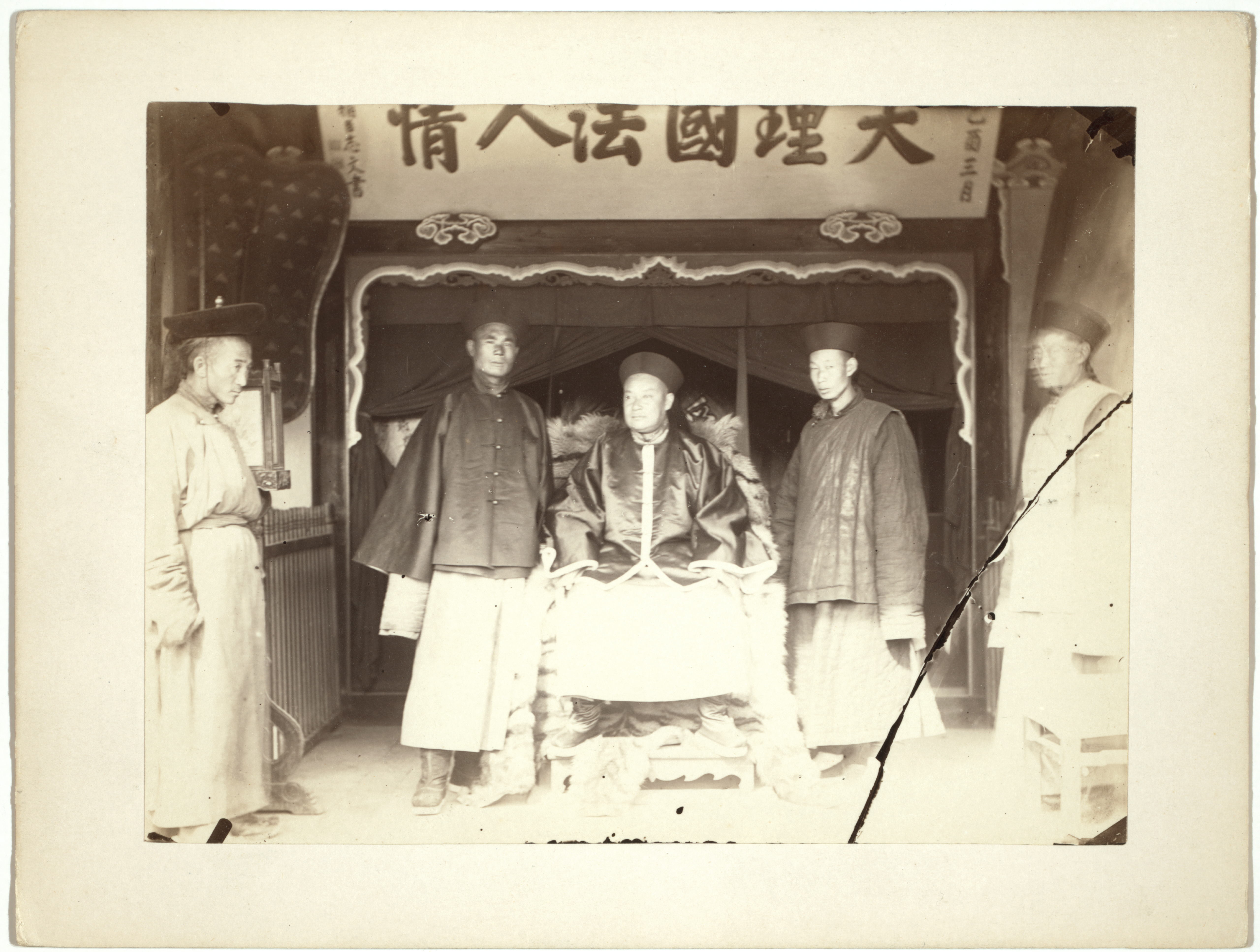
清末买卖城的官吏

清代屬土谢图汗部中左翼末旗，曾是中俄边境重镇。1727年（雍正五年），中俄签订《布连斯奇条约》（《恰克图条约》），中俄通商。根据条约规定，两国以恰克图河为界，河北恰克图划归俄国。清朝于河南建新市镇，作为中俄贸易地，故得名买卖城（羅馬化：Maymachén）。清廷派有理事司员一员驻南恰克图，相当于民国初年在恰克图所设的民政员；帝俄在北面的俄属恰克图派驻有“郭米沙尔衙门”，相当于中国的边区镇守使；与理藩院派驻的理事司员联系。凡运往恰克图的货物，出口时均予退税；而运往俄境的货物，入口时都要纳税。中国人前往俄国经商所用的护照，由“加古庆衙门”填发后，再由“郭米沙尔衙门”签署，方能通行无阻。
1921年2月11日，俄罗斯内战期间，白俄恩琴的军队在日本关东军的支持下攻入库伦。中国北洋政府驻军撤离库伦，一部分返回内地，一部分在转移到买卖城，准备再战。3月18日，蒙古人民党游击队在红军的支持下攻占买卖城，逐走了中国驻军，华商大批撤离。3月21日蒙古人民党在此建立“蒙古人民政府”。之后蒙古人民军在苏俄支持下击败恩琴的军队，于1921年7月建立全国政权，是为外蒙古独立的重要一步。

## 自由贸易区
2002年，蒙古议会通过了一项法律，阿勒坦布拉格成立了阿勒坦布拉格自由贸易区，是蒙古和俄罗斯进行外贸的重镇。